# Mario Astorri
Mario Astorri (Cadeo, 7 agosto 1920 – Copenaghen, 3 dicembre 1989) è stato un calciatore e allenatore di calcio italiano, di ruolo attaccante.

## Carriera

### Giocatore

#### Primi anni
Piacentino di nascita, Astorri cresce calcisticamente a Mestre, dove la famiglia si era trasferita per motivi di lavoro. Esordisce nella Mestrina in Serie C, debuttando nel 1939 nella vittoria per 2-1 contro il Lanerossi Vicenza e segnando un gol. Disputa da titolare la stagione successiva fino a quando chiede di essere ceduto dopo essere stato fischiato dai tifosi per una prestazione deludente.
Passa allora allo Schio, sempre in Serie C e quindi all'A.C. Ferrara, squadra che aveva da qualche anno sostituito la gloriosa SPAL, segnando 20 reti nel 1943 e vincendo la classifica dei marcatori di quel torneo di serie C. È al Venezia nel Campionato di guerra del 1944: nelle fasi iniziali del torneo mette a segno ben nove reti in una sola partita, contro il Rovigo, e gioca anche le due partite del girone finale per l'assegnazione dell'effimero scudetto di quell'anno. Rientra a Ferrara nel 1945 e nella squadra estense, che nel frattempo ha ripreso la tradizionale denominazione di SPAL, realizza 11 reti nel campionato di Serie B-C Alta Italia 1945-1946.

#### Juventus
Nel 1946 è alla Juventus, ceduto da Paolo Mazza, che lo aveva acquistato dallo Schio per poche migliaia di lire, per 2 milioni.

Astorri alla Juventus nella stagione 1946-1947

Con i bianconeri gioca da centravanti, relegando Silvio Piola al ruolo di mezzala, e segna 17 reti: sesto miglior cannoniere della stagione, è protagonista delle prime due giornate del campionato in cui la sua squadra vince entrambe le volte per 3-1 con una sua doppietta, il 22 settembre 1946 nel successo esterno contro l'Atalanta e il 29 settembre 1946 nella vittoria casalinga contro l'Alessandria. Mette anche a segno una quaterna alla 17sima giornata, il 19 gennaio 1947 nella vittoria casalinga contro il Venezia per 7-3.

#### Atalanta
Nel 1947 lascia la Juventus, in contrasto con l'allenatore Renato Cesarini che lo vuole spostare nel ruolo di ala. Passa quindi all'Atalanta con cui inizia il campionato segnando alla prima giornata (il 14 settembre 1947) nella vittoria casalinga contro il Bari per 3-1: il primo gol, all'undicesimo, era stato segnato da Július Korostelev, appena ceduto anch'egli ai bergamaschi. A fine stagione si contano 9 reti, frutto tra l'altro di due doppiette, nella vittoria casalinga contro il Livorno per 3-1 (19sima giornata, disputata il 25 gennaio 1948) e nella vittoria casalinga contro la Lazio per 5-0 (32sima giornata, disputata il 2 maggio 1948). L'anno successivo segna solo 4 reti, tra cui una doppietta nella vittoria casalinga contro il Novara per 3-1, alla ventesima giornata, disputata il 9 gennaio 1949.

#### Napoli e ultimi anni
Nel 1949 viene ceduto al Napoli, allora in serie B, e contribuisce alla vittoria del campionato e quindi alla promozione segnando 8 reti. Nel campionato successivo (1950-1951) i gol sono 8, tra cui uno nella sconfitta in trasferta contro la Juventus per 3-2 (nona giornata, disputata il 5 novembre 1950), che contribuiscono a dare agli azzurri il sesto posto nella classifica finale della serie A.
Va meglio la stagione successiva, sesto posto finale per la squadra e dodicesimo posto nella classifica cannonieri con 13 reti per lui, frutto anche di una doppietta nella vittoria in trasferta contro il Como per 4-2 (14sima giornata, disputata il 23 dicembre 1951), di un altro gol alla Juventus nella sconfitta in trasferta per 2-1 (nella gara del 30 dicembre 1951, 15sima giornata di campionato), di un'altra doppietta nella vittoria casalinga contro il Torino per 4-0 (28sima giornata, disputata il 6 aprile 1952) e di una terza doppietta nella vittoria casalinga contro il Como per 7-1, alla 33sima giornata, disputata l'11 maggio 1952, in cui segna i due gol nei primi tre minuti di gioco.
L'anno successivo perde il posto da titolare, in seguito all'acquisto di Hasse Jeppson, e in tutta la stagione segna solo un gol, tra l'altro inutile, nella sconfitta per 3-2 contro il Novara. Chiude con il calcio professionistico giocando nel Monza in Serie B, dove segna 7 gol in 19 partite, e quindi milita per due stagioni nella formazione piemontese del Cenisia, terminando la carriera all'età di 37 anni.

### Allenatore
Terminata la carriera di calciatore intraprende immediatamente quella di allenatore. Dopo aver guidato Meda e Falck Arcore, nel 1959 si trasferisce in Danimarca, su consiglio del suo ex allenatore Eraldo Monzeglio. Qui pubblica su un quotidiano di Copenaghen un annuncio con cui si offre come allenatore, ed esordisce su una panchina danese nel 1962 con l'Hørsholm, con cui ottiene la promozione in terza divisione. Nel 1965 passa sulla panchina del Køge BK, con cui ottiene la promozione nella massima serie, e vi rimane anche nel successivo campionato. Nel 1967 allena l'Akademisk Boldklub, con cui vince il campionato.
Nel 1968 guida brevemente la nazionale danese, prima di tornare ad allenare i club. Siede sulla panchina dell'Hvidovre IF, con cui, pur disponendo di una formazione rimaneggiata, ottiene il quarto posto nel campionato 1969, e in seguito passa all'Holbæk B&I (in seconda divisione) e al Kjøbenhavns Boldklub, con il quale vince il campionato danese 1974. L'ultimo club che allena in Danimarca è l'Hellerup IK, al quale arriva nel 1978, quando la squadra militava nella seconda divisione danese, sostituendo Tom Søndergaard.

## Dopo il ritiro
Rimasto in Danimarca, collabora con una ditta danese di prodotti sportivi occupandosi della distribuzione italiana. All'inizio degli anni 1980, inoltre, segnala al suo ex compagno di squadra Giampiero Boniperti il giovane talento danese Michael Laudrup.

## Palmarès

### Giocatore

#### Competizioni nazionali
- Campionato italiano di Serie B: 1

Napoli: 1949-1950

### Allenatore

#### Competizioni nazionali
- Campionato danese: 2

AB: 1967
KB: 1974